# Onthophagus prehensilis
Onthophagus prehensilis är en skalbaggsart som beskrevs av Gilbert John Arrow 1920. Onthophagus prehensilis ingår i släktet Onthophagus och familjen bladhorningar. Inga underarter finns listade i Catalogue of Life.